# BeppoSAX
BeppoSAX (італ. Satellite per Astronomia a raggi X) — італійсько-голландська орбітальна рентгенівська обсерваторія, найвідоміша своїми спостереженнями гамма-спалахів. Супутник і наукова апаратура були виготовлені різними італійськими та голландськими компаніями, основні наукові інструменти — в Італії, ширококутна камера (WFC) — в Нідерландах (SRON).
Обсерваторія названа на честь італійського фізика Джузеппе (Беппо) Оккіаліні.
Супутник був запущений з мису Канаверал (США) в 1996 році. Спочатку запланований час роботи супутника складав 2 роки, потім кілька разів подовжувався і в результаті тривав до 30 квітня 2002 року. Після цього орбіта супутника почала швидко деградувати. 29 квітня 2003 він увійшов в щільні шари атмосфери й зруйнувався над Тихим океаном.